# 西城街道 (达州市)
西城街道，是中华人民共和国四川省达州市通川区下辖的一个乡镇级行政单位。2019年12月，将原西外镇文凤社区所属行政区域划归西城街道管辖。

## 行政区划
西城街道下辖以下地区：
大北街社区、小北街社区、荷叶街社区、永丰街社区、红旗路社区、西圣寺社区和牌楼社区。